# Gare de Tamise
La gare de Tamise (en néerlandais : station Temse) est une gare située le long de la ligne de chemin de fer 54 (Malines - Terneuse) dans la commune de Tamise. 

## Histoire
En 1870, la Société du chemin de fer international de Malines à Terneuzen établit une gare à Tamise. Le bâtiment, à front de la Stationsstraat, se composait de trois parties: deux parties hautes sous un toit en selle avec deux étages reliés par une longue section médiane à neuf baies. 
Le bâtiment actuel de la gare date de 1956. Implanté de l'autre côté des voies et légèrement plus au nord, il a été conçu par l'architecte P.E. Moreels. Le bâtiment comprenait un guichet (avec salle d'attente associée), des salles de service et, jusqu'en mars 2016, un poste d'aiguillage. 
Cependant, ce dernier a été repris par celui de Termonde dans le cadre du plan de concentration des postes d'aiguillage. Les guichets de cette station sont fermés depuis le 18 mars 2016 et c'est maintenant une simple halte. 
Un parking à vélos spacieux et moderne a été construit juste à côté du bâtiment dans les années 2000. 
Le bâtiment de 1956 est mis en vente en 2018. 
En 2019, la construction de rampes partant du tunnel de la Guido Gezellestraat prend fin. Une passerelle temporaire fut utilisée auparavant lorsque le tunnel était fermé pour rénovation.[réf. souhaitée]

## Service des voyageurs

### Accueil
Halte SNCB, c'est un point d'arrêt non géré (PANG) à entrée libre. L'achat de titres de transport s'effectue au moyen d'un distributeur automatique.
La traversée des voies se réalise par le tunnel routier adjacent, doté d'escaliers et d'une rampe inclinée.
Tamise a deux quais. Le quai 1 est pavé, et le quai 2 a été pavé et surhaussé en 2019. Il y a quelques abris et une vaste toiture adossée à la nouvelle rampe d'accès sur ce dernier tandis que la présence de la gare et du parking vélos rend la présence d'abris superflus sur le quai 1.
Pour le confort du voyageur, les trains s’arrêtent de préférence sur le premier quai, plus facile d'accès.

### Desserte
Tamise est desservie par des trains Omnibus (L), et d'heure de pointe (P) de la SNCB, circulant sur la ligne commerciale 54 (voir brochure SNCB).
En semaine la gare de Tamise est desservie des trains L de Saint-Nicolas à Louvain via Malines, circulant toutes les heures. Aux heures de pointe, dix trains supplémentaires (P) complètent la desserte de la ligne 54 : le matin, un train aller-retour Saint-Nicolas - Malines et un train Saint-Nicolas - Louvain ; le midi, un aller-retour Saint-Nicolas - Malines ; l'après-midi, un train Saint-Nicolas - Malines, trois Malines - Saint-Nicolas et un Saint-Nicolas - Louvain. Les Week-ends et jours fériés, la desserte est plus restreinte et consiste en une relation L Malines - Saint-Nicolas, cadencée à l'heure.

### Intermodalité
Un arrêt de bus De Lijn se trouve devant le bâtiment ainsi que deux parcs à vélos couverts de part et d'autre, dont un vaste parking moderne.
Un parking capable d'accueillir 30 automobiles se trouve le long du quai 1.

## Comptage voyageurs
Ce graphique et tableau montre le nombre de voyageurs embarquant en moyenne durant la semaine, le samedi et le dimanche.
| Nombre de passagers qui embarquent à la gare de Tamise | Nombre de passagers qui embarquent à la gare de Tamise | Nombre de passagers qui embarquent à la gare de Tamise | Nombre de passagers qui embarquent à la gare de Tamise |
|                                                        | Semaine                                                | Samedi                                                 | Dimanche                                               |
| ------------------------------------------------------ | ------------------------------------------------------ | ------------------------------------------------------ | ------------------------------------------------------ |
| 1977                                                   | 316                                                    | 47                                                     | 57                                                     |
| 1978                                                   | 265                                                    | 60                                                     | 80                                                     |
| 1979                                                   | 262                                                    | 36                                                     | 71                                                     |
| 1980                                                   | 253                                                    | 54                                                     | 84                                                     |
| 1981                                                   | 251                                                    | 56                                                     | 74                                                     |
| 1982                                                   | 268                                                    | 45                                                     | 89                                                     |
| 1983                                                   | 245                                                    | 42                                                     | 89                                                     |
| 1984                                                   | 247                                                    | 44                                                     | 56                                                     |
| 1985                                                   | 259                                                    | 63                                                     | 114                                                    |
| 1986                                                   | 251                                                    | 72                                                     | 90                                                     |
| 1987                                                   | 264                                                    | 72                                                     | 117                                                    |
| 1988                                                   | 288                                                    | 86                                                     | 143                                                    |
| 1989                                                   | 327                                                    | 77                                                     | 115                                                    |
| 1990                                                   | 293                                                    | 94                                                     | 116                                                    |
| 1991                                                   | 350                                                    | 108                                                    | 168                                                    |
| 1992                                                   | 340                                                    | 103                                                    | 163                                                    |
| 1993                                                   | 399                                                    | 125                                                    | 154                                                    |
| 1994                                                   | 413                                                    | 120                                                    | 173                                                    |
| 1995                                                   | 387                                                    | 114                                                    | 160                                                    |
| 1996                                                   | 361                                                    | 115                                                    | 167                                                    |
| 1997                                                   | 444                                                    | 122                                                    | 195                                                    |
| 1998                                                   | 464                                                    | 145                                                    | 197                                                    |
| 1999                                                   | 474                                                    | 134                                                    | 180                                                    |
| 2000                                                   | 393                                                    | 141                                                    | 103                                                    |
| 2001                                                   | 444                                                    | 96                                                     | 108                                                    |
| 2002                                                   | 386                                                    | 160                                                    | 142                                                    |
| 2003                                                   | 490                                                    | 153                                                    | 121                                                    |
| 2004                                                   | 470                                                    | 144                                                    | 146                                                    |
| 2005                                                   | 542                                                    | 142                                                    | 147                                                    |
| 2006                                                   | 596                                                    | 170                                                    | 212                                                    |
| 2007                                                   | 480                                                    | 124                                                    | 152                                                    |
| 2008                                                   | -                                                      | -                                                      | -                                                      |
| 2009                                                   | 553                                                    | 160                                                    | 135                                                    |
| 2010                                                   | -                                                      | -                                                      | -                                                      |
| 2011                                                   | -                                                      | -                                                      | -                                                      |
| 2012                                                   | 633                                                    | 313                                                    | 318                                                    |
| 2013                                                   | 603                                                    | 194                                                    | 211                                                    |
| 2014                                                   | 609                                                    | 190                                                    | 253                                                    |
| 2015                                                   | 612                                                    | 87                                                     | 194                                                    |
| 2016                                                   | 622                                                    | 177                                                    | 199                                                    |
| 2017                                                   | 670                                                    | 171                                                    | 187                                                    |
| 2018                                                   | 712                                                    | 221                                                    | 237                                                    |
| 2019                                                   | 674                                                    | 237                                                    | 201                                                    |
| 2020                                                   | 405                                                    | 144                                                    | 185                                                    |
| 2021                                                   | -                                                      | -                                                      | -                                                      |
| 2022                                                   | 671                                                    | 265                                                    | 328                                                    |
| 2023                                                   | 577                                                    | 278                                                    | 299                                                    |
| 2024                                                   | 682                                                    | 237                                                    | 331                                                    |

## Nombre de voyageurs
| Année | En semaine | Samedi | Dimanche |
| ----- | ---------- | ------ | -------- |
| 2015  | 1 519      | 357    | 297      |
| 2017  | 670        | 171    | 187      |

## Galerie de photographies

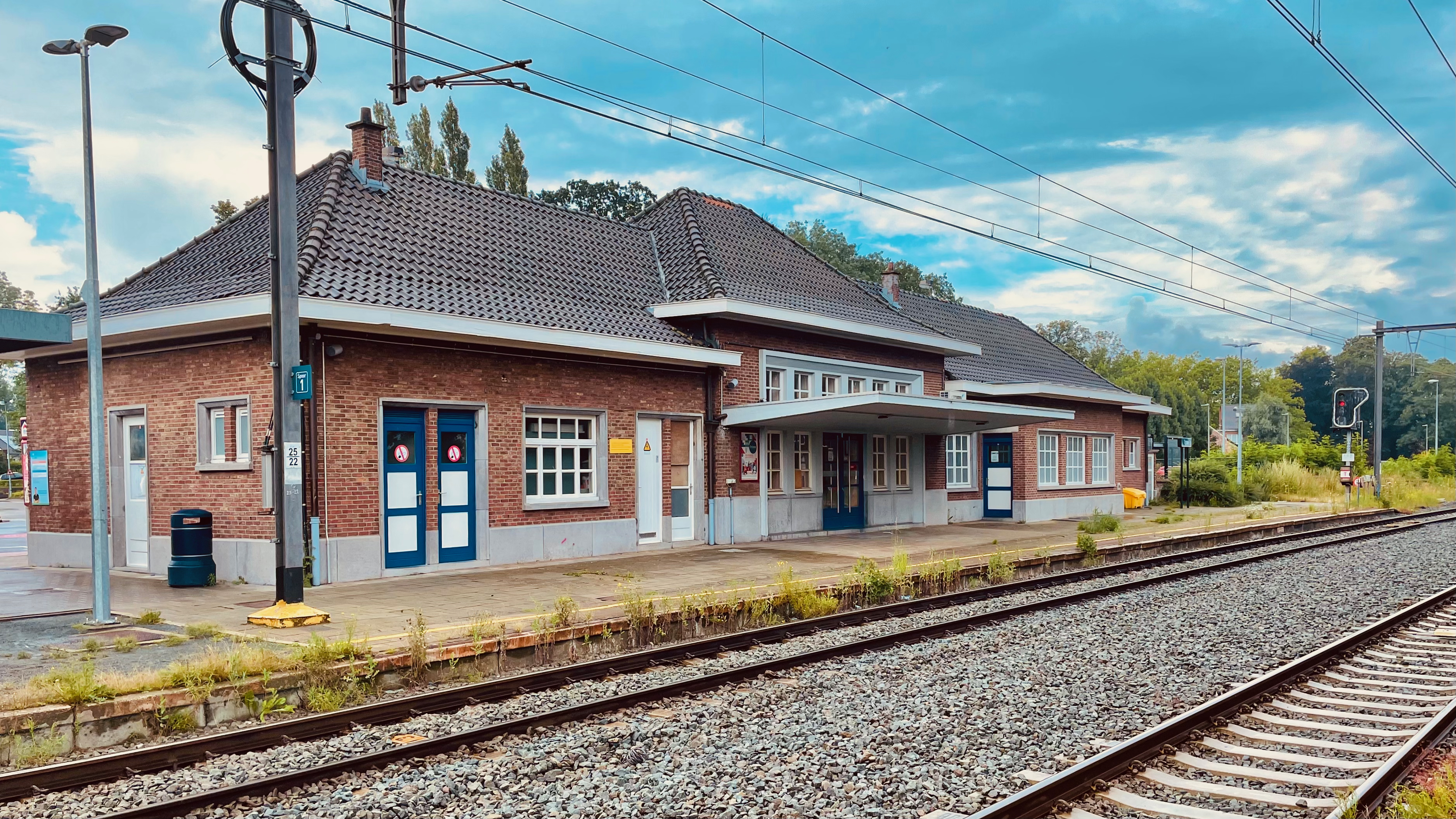
Quais et bâtiment.
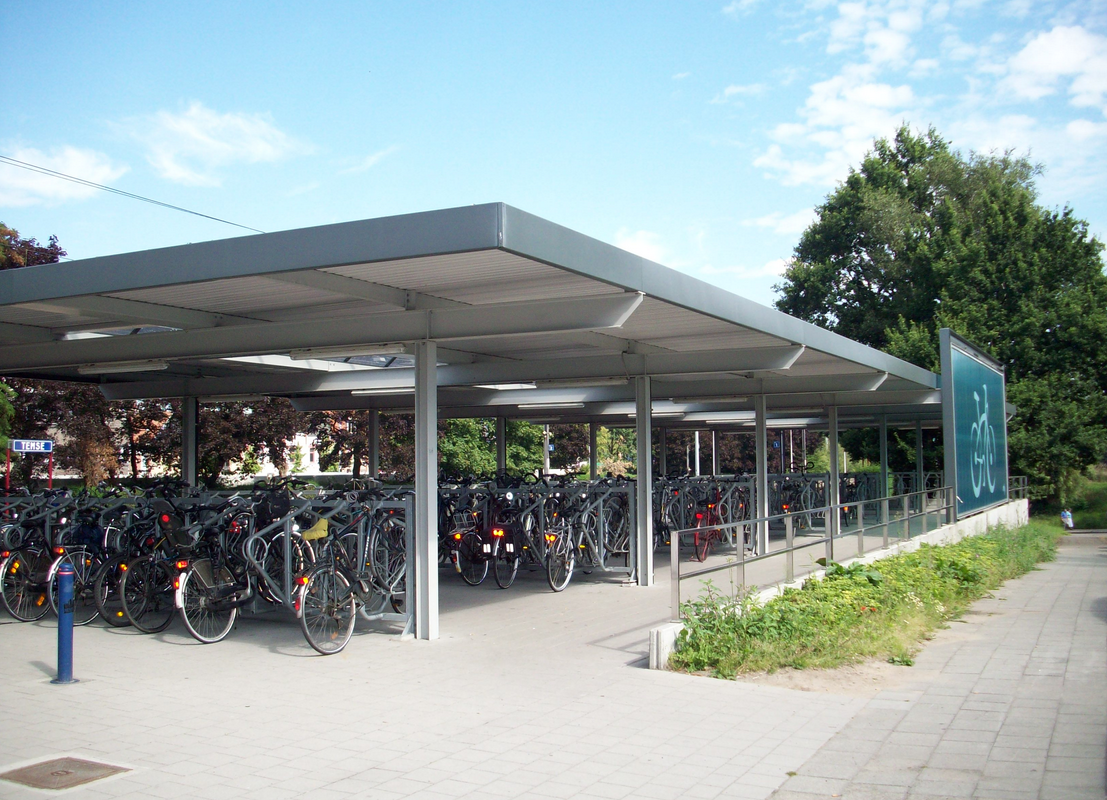
Parking à vélos.
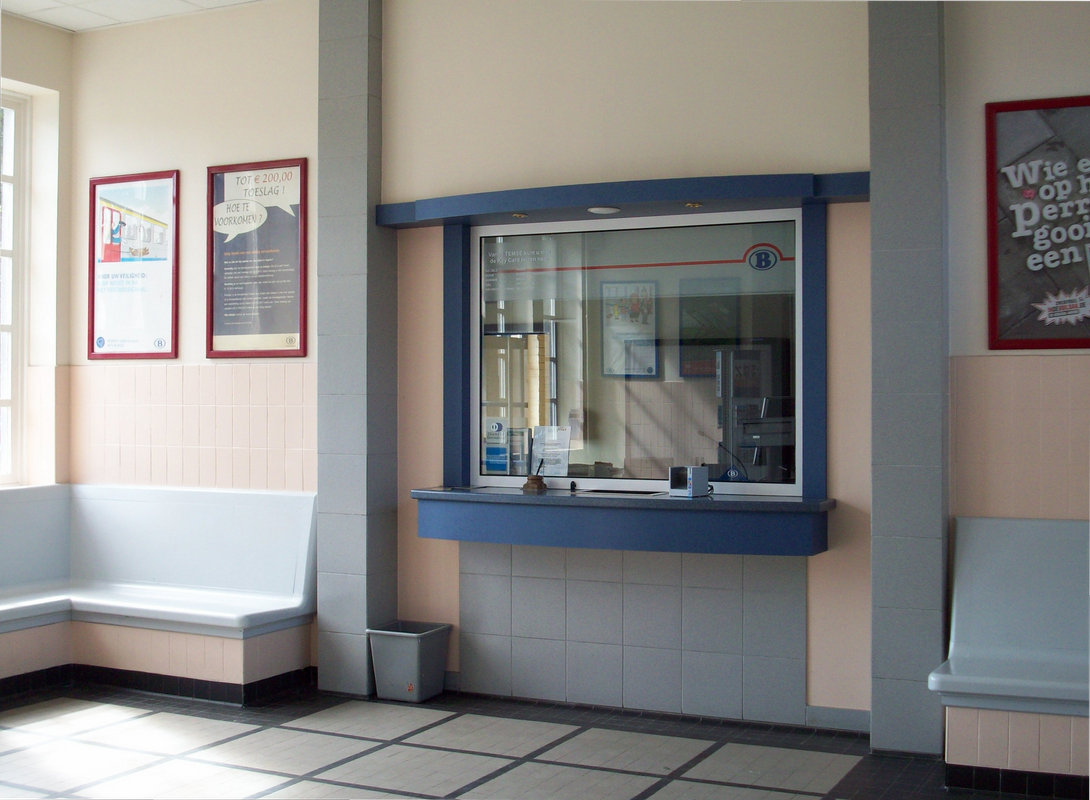
Guichet.
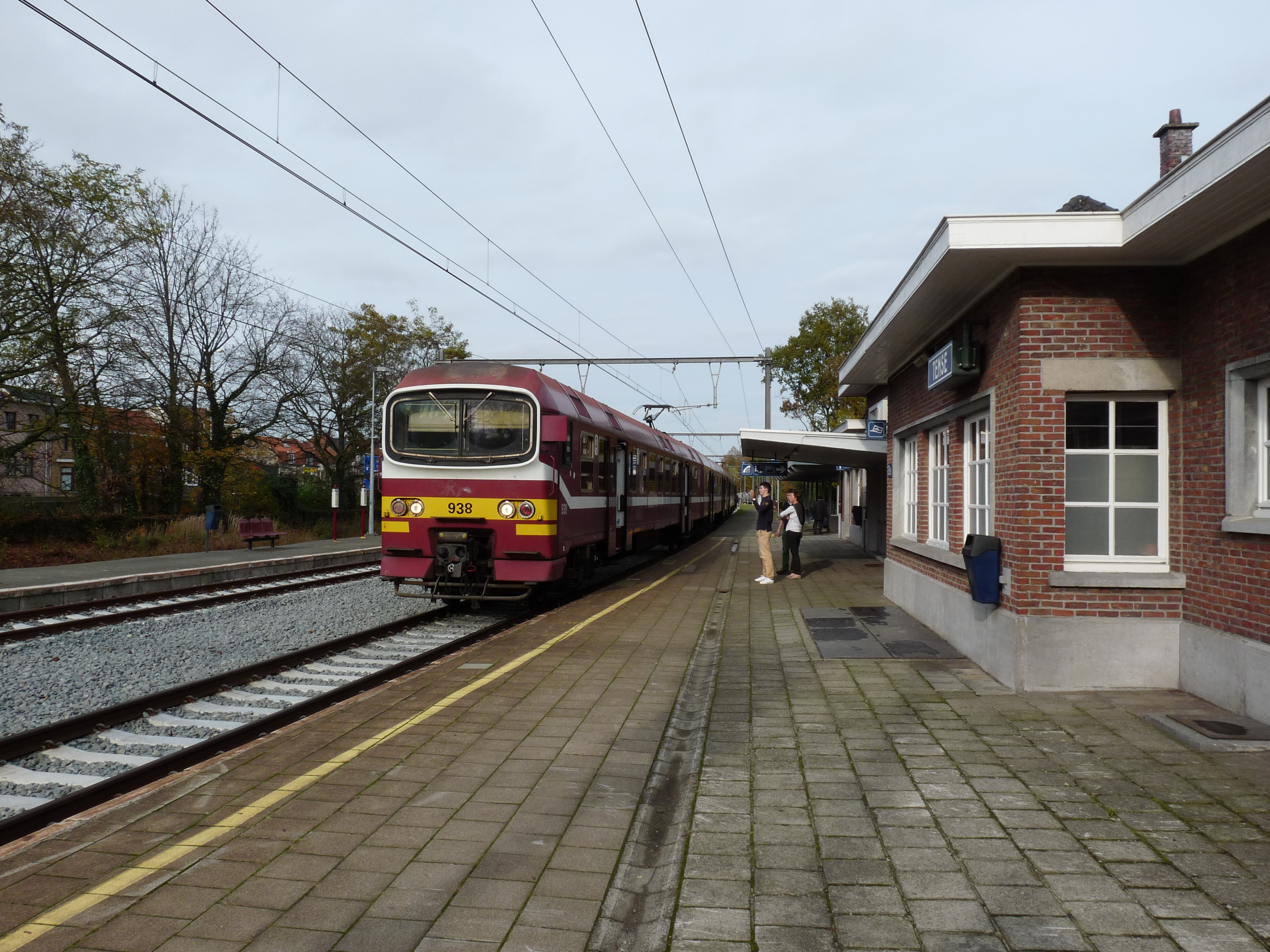
Train à quai (2005).